# Іванівська сільська рада (Чугуївський район)
Іва́нівська сільська́ ра́да — адміністративно-територіальна одиниця та орган місцевого самоврядування в Чугуївському районі Харківської області. Адміністративний центр — село Іванівка.

## Загальні відомості
Іванівська сільська рада утворена в 1921 році.
- Територія ради: 81,126 км²
- Населення ради: 1 367 осіб (станом на 2001 рік)

## Населені пункти
Сільській раді були підпорядковані населені пункти:
- с. Іванівка
- с. Михайлівка
- с. Степове
- с. Студенок

## Склад ради
Рада складалася з 16 депутатів та голови.
- Голова ради: Гончаров Віталій Володимирович
- Секретар ради: Міняйло Людмила Миколаївна

### Керівний склад попередніх скликань
| Прізвище, ім'я, по батькові    | Основні відомості                                                                      | Дата обрання | Дата звільнення |
| ------------------------------ | -------------------------------------------------------------------------------------- | ------------ | --------------- |
| Гончаров Віталій Володимирович | Сільський голова, 1963 року народження, освіта вища, член Народно-демократичної партії | 26.03.2006   | 31.10.2010      |
| Гончаров Віталій Володимирович | Сільський голова, 1963 року народження, освіта вища, член Партії регіонів              | 31.10.2010   |                 |

Примітка: таблиця складена за даними сайту Верховної Ради України

### Депутати
За результатами місцевих виборів 2010 року депутатами ради стали:

#### За суб'єктами висування
| Суб'єкт висування            | Кількість обраних депутатів | %    |
| ---------------------------- | --------------------------- | ---- |
| Партія регіонів              | 14                          | 87,5 |
| Самовисування                | 1                           | 6,3  |
| Соціалістична партія України | 1                           | 6,3  |

#### За округами
| № округу                     | Прізвище, ім'я, по батькові     | Дата визнання обраним | Освіта             | Партійна приналежність | Відомості про обраного депутата                                |
| ---------------------------- | ------------------------------- | --------------------- | ------------------ | ---------------------- | -------------------------------------------------------------- |
| Партія регіонів              |                                 |                       |                    |                        |                                                                |
| 1                            | Кушнір Тетяна Іванівна          | 04.11.2010            | середня            | член Партії регіонів   | м. Харків, торговий центр, касир                               |
| 2                            | Мартинова Наталія Олександрівна | 04.11.2010            | вища               | член Партії регіонів   | Іванівський навчально — виховний комплекс, заступник директора |
| 3                            | Жмурко Любов Олександрівна      | 04.11.2010            | середня            | член Партії регіонів   | пенсіонер                                                      |
| 4                            | Кураксіна Надія Василівна       | 04.11.2010            | середня            | член Партії регіонів   | пенсіонер                                                      |
| 7                            | Жмурко Ірина Василівна          | 04.11.2010            | середня спеціальна | член Партії регіонів   | Іванівська сільська рада, спеціаліст                           |
| 8                            | Загорулько Володимир Семенович  | 04.11.2010            | вища               | член Партії регіонів   | пенсіонер                                                      |
| 9                            | Ачкасова Ніна Миколаївна        | 04.11.2010            | середня            | член Партії регіонів   | тимчасово не працює                                            |
| 10                           | Пугачова Тетяна Миколаївна      | 04.11.2010            | середня            | член Партії регіонів   | ТОВ АФ «Іванівський Лан», робоча                               |
| 11                           | Герасіков Михайло Олександрович | 04.11.2010            | середня            | член Партії регіонів   | ТОВ АФ «Іванівський Лан», робочий                              |
| 12                           | Борисович Любов Іванівна        | 04.11.2010            | середня            | член Партії регіонів   | ТОВ АФ «Іванівський Лан», робоча                               |
| 13                           | Кураксін Анатолій Олександрович | 04.11.2010            | середня            | член Партії регіонів   | пенсіонер                                                      |
| 14                           | Дубюк Людмила Миколаївна        | 04.11.2010            | середня спеціальна | член Партії регіонів   | Фельдшерський пункт с. Михайлівка, завідувачка                 |
| 15                           | Міняйло Людмила Миколаївна      | 04.11.2010            | вища               | член Партії регіонів   | Іванівська сільська рада, секретар ради                        |
| 16                           | Міхно Лариса Леонідівна         | 04.11.2010            | середня            | член Партії регіонів   | тимчасово не працює                                            |
| Соціалістична партія України |                                 |                       |                    |                        |                                                                |
| 6                            | Меньшикова Ніна Іванівна        | 04.11.2010            | вища               | позапартійна           | Іванівська сільська рада, головний бухгалтер                   |
| Самовисування                |                                 |                       |                    |                        |                                                                |
| 5                            | Кабанець Людмила Володимирівна  | 04.11.2010            | середня спеціальна | позапартійна           | Іванівська сільська рада, інспектор- землевпорядник            |